# Užitkový vrtulník

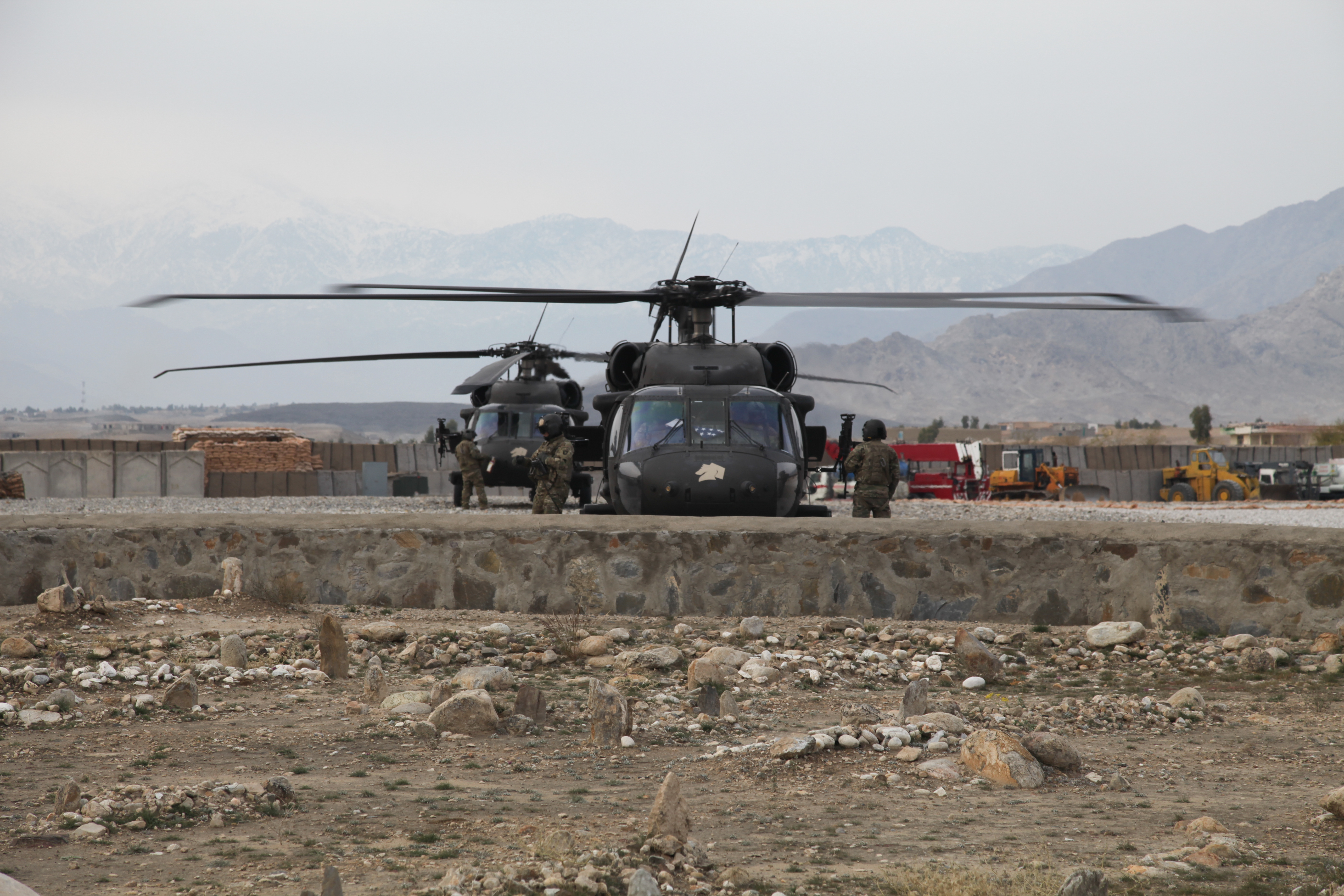
Americké užitkové vrtulníky UH-60 Black Hawk v Afghánistánu

Užitkový vrtulník je víceúčelový vrtulník. Užitkové vrtulníky užívané ozbrojenými silami mohou být užívány k bitevním útokům, transportu vojsk a zásob, průzkumu a pátrání a záchraně. Velikostí se obyčejně nachází uprostřed mezi středními transportními vrtulníky a lehkými průzkumnými vrtulníky.

## Užitkové vrtulníky

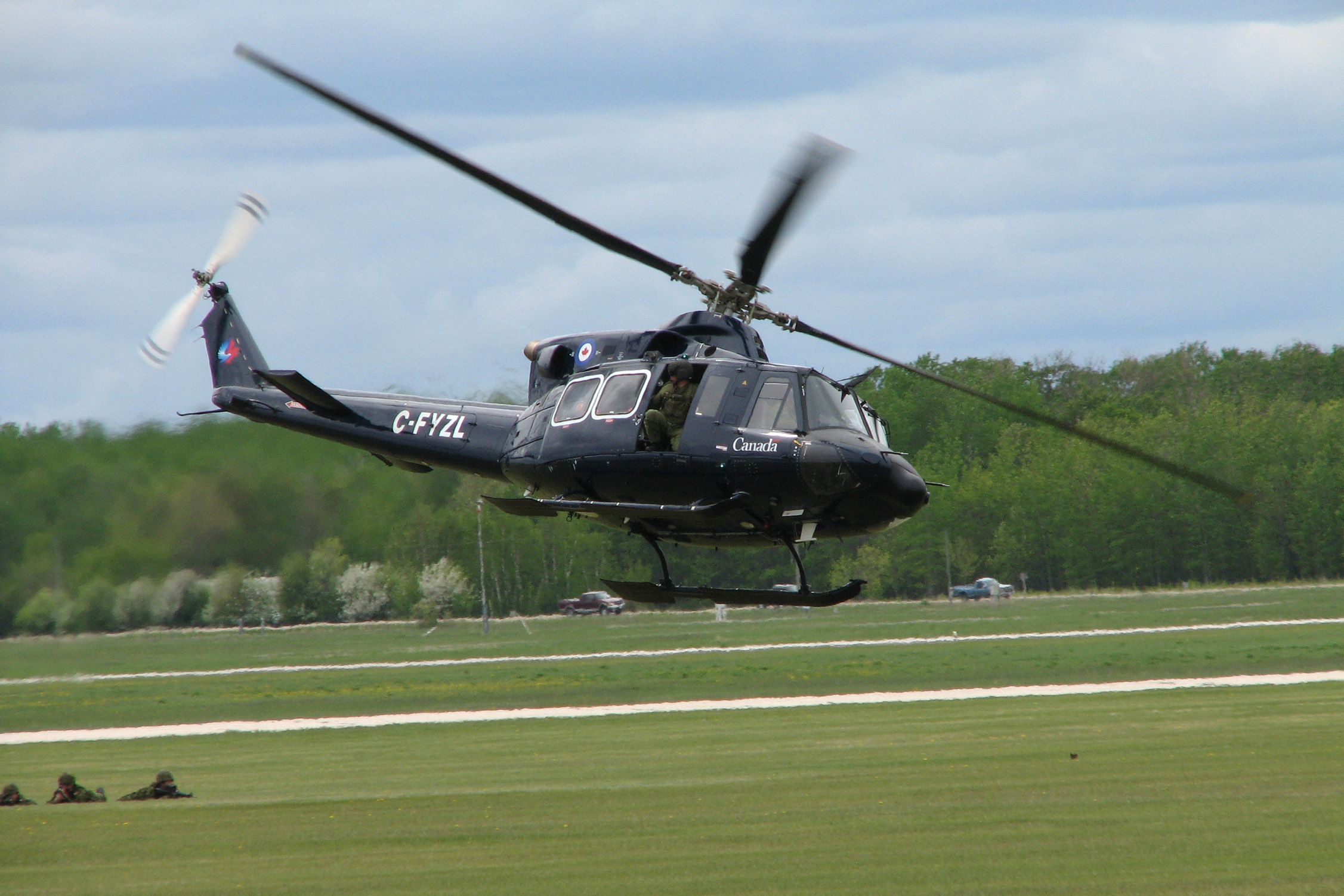
Bell 412 Royal Canadian Air Force
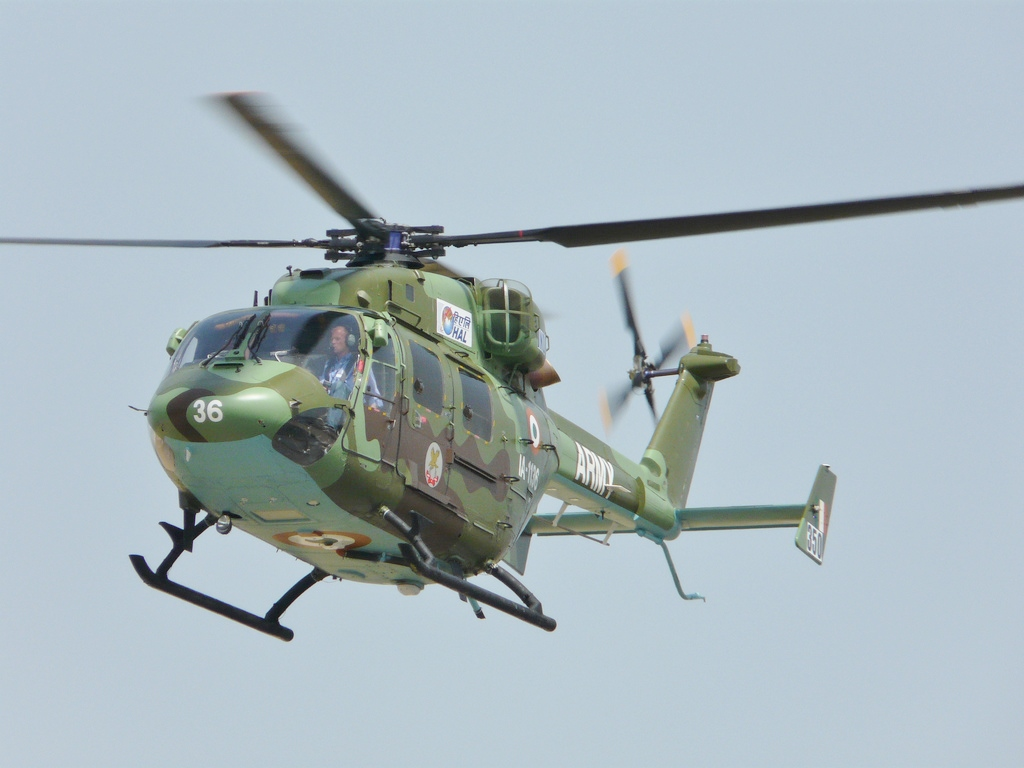
HAL Dhruv Indické armády
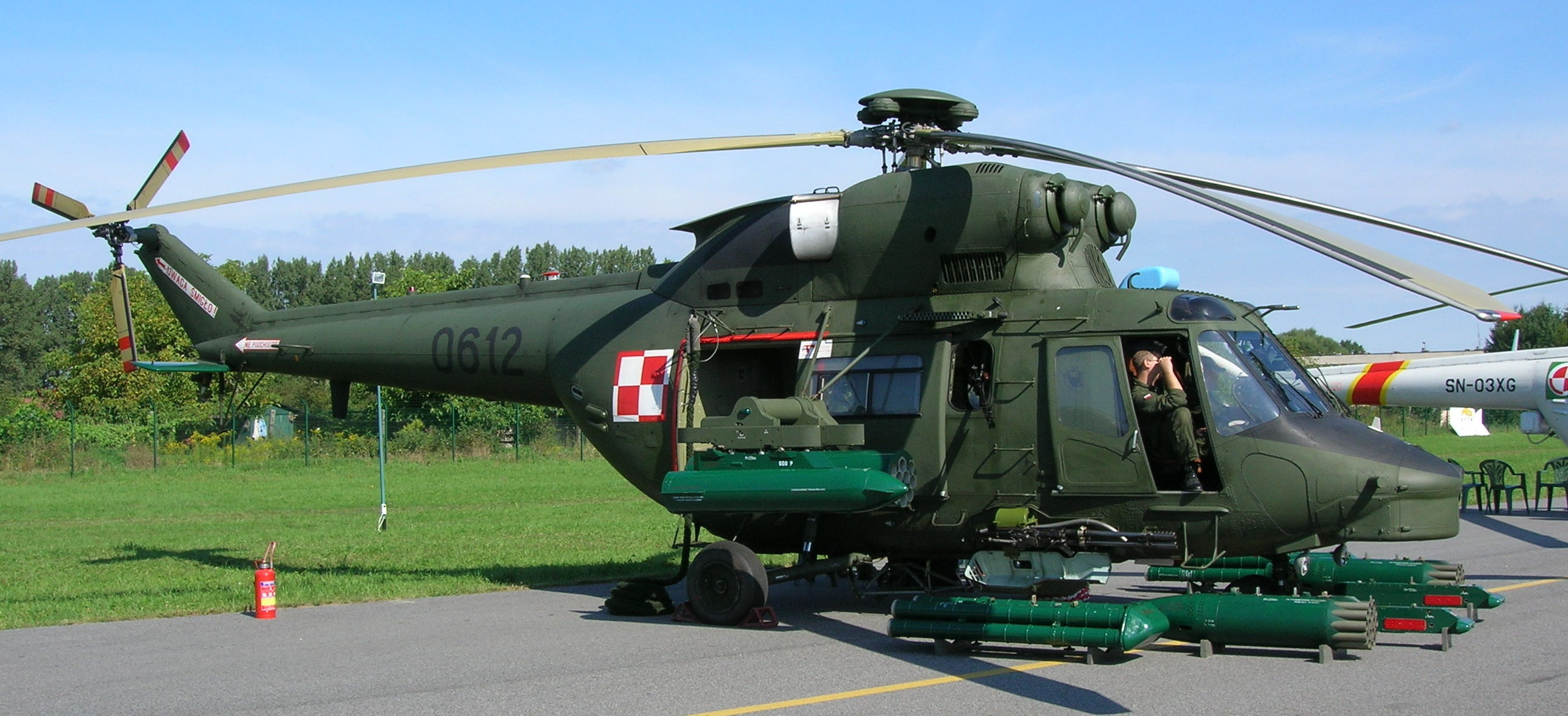
Ozbrojený W-3WA Sokół Polského letectva
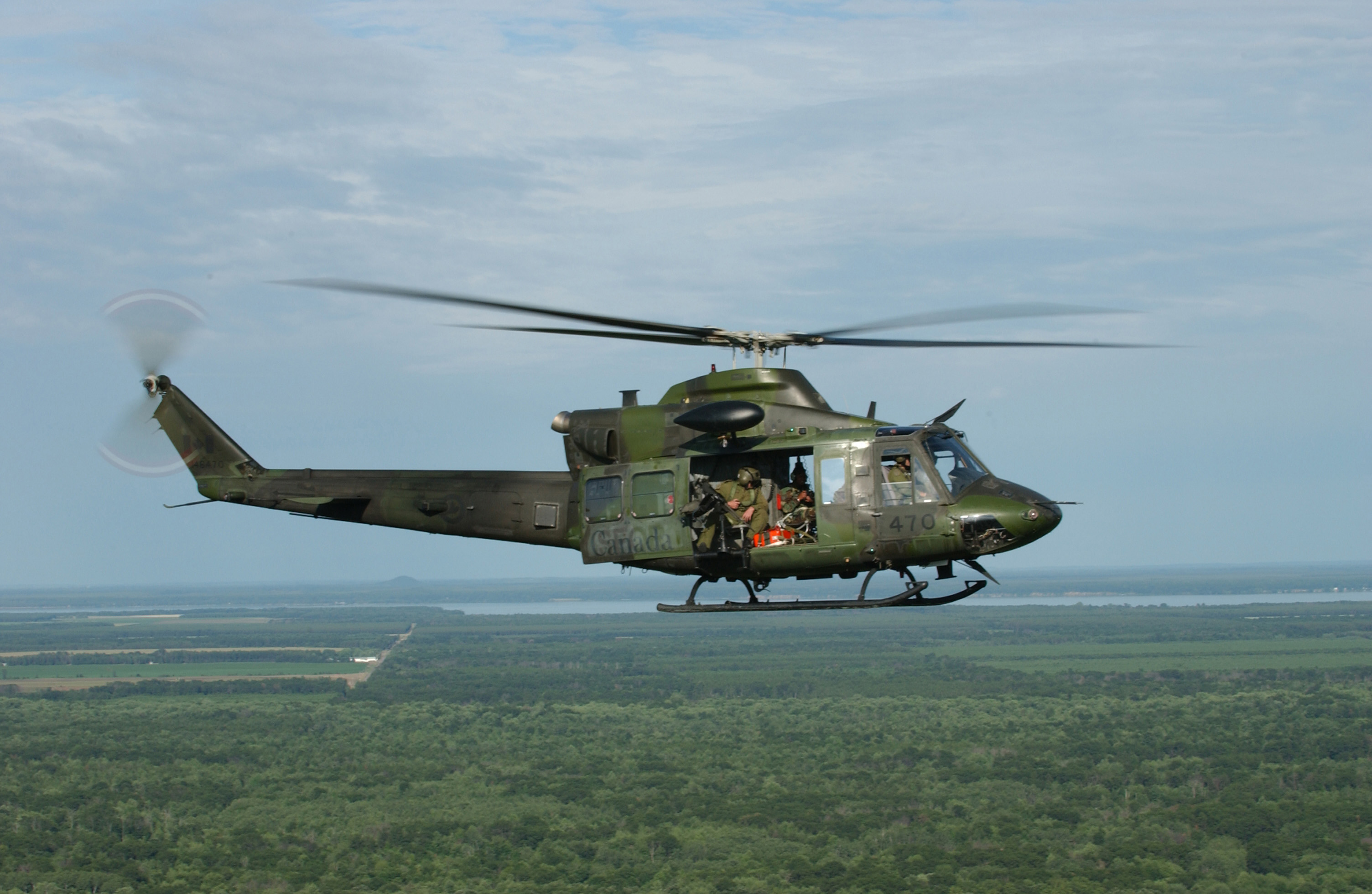
Kanadský Bell CH-146 Griffon
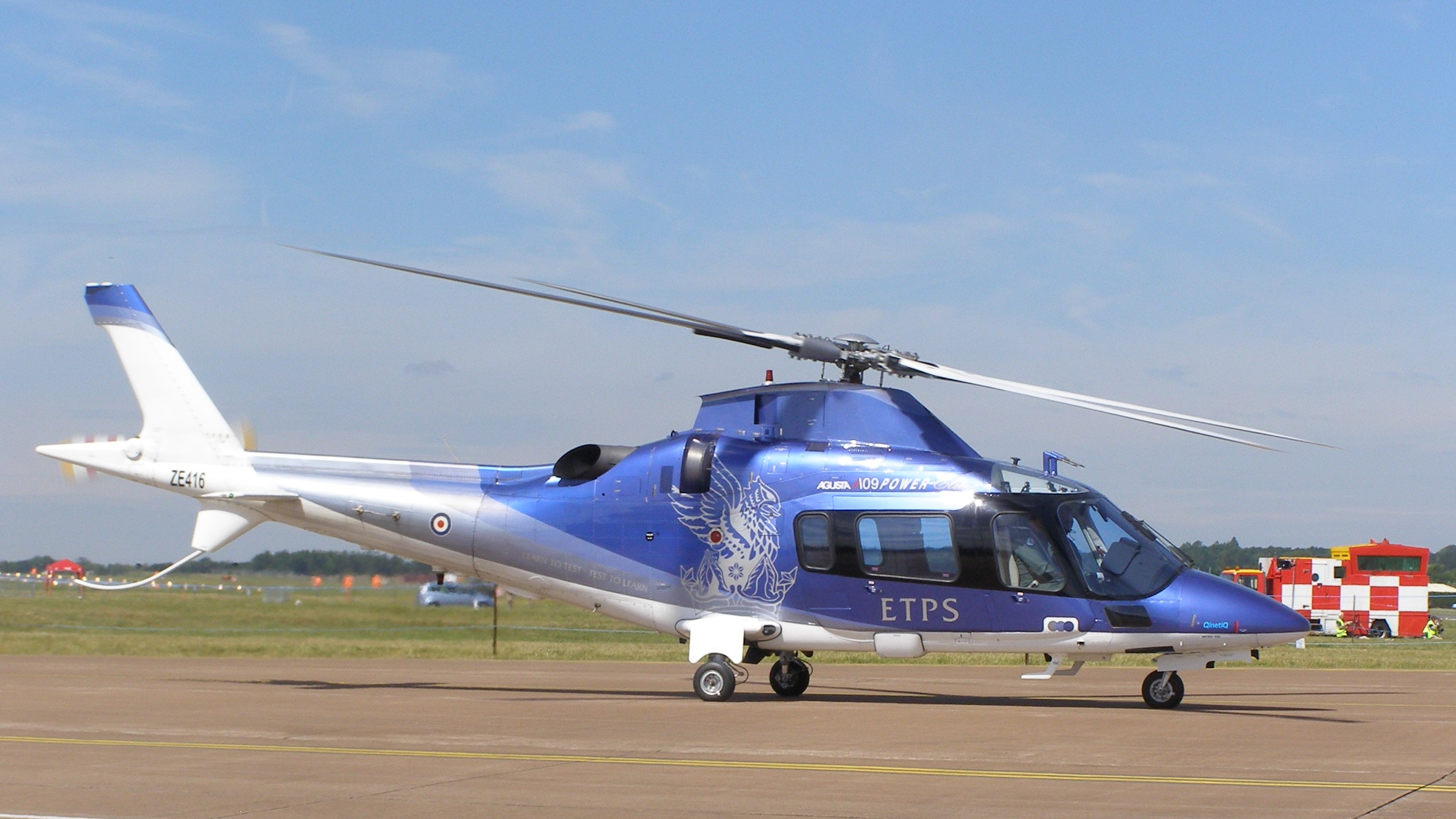
Agusta A109 Empire Test Pilot School
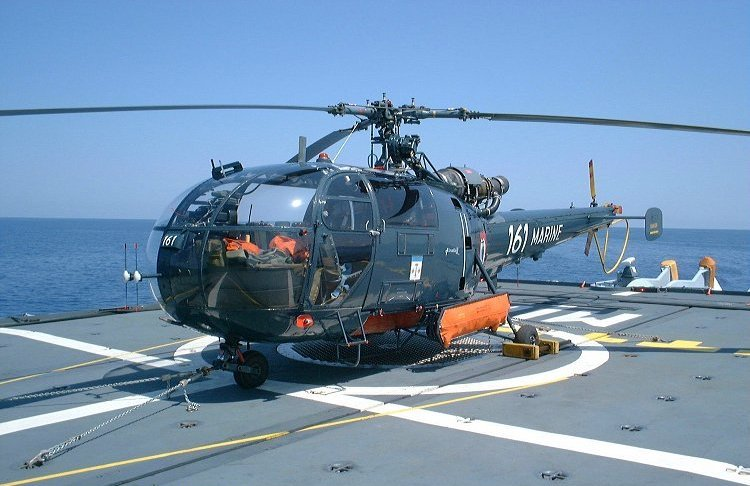
Alouette III francouzské Aéronavale na palubě fregaty La Motte-Picquet